# As Canalhas
As Canalhas é uma série de televisão brasileira produzida por Migdal Filmes e exibida pelo GNT de 6 de maio de 2013 a 26 de maio de 2015.
Baseada no livro Canalha, Substantivo Feminino de Martha Mendonça, contou com a direção geral de Vicente Amorim e roteiros de Carolina Castro, Marton Olympio, Rafael Leal e Flávia Lins e Silva.
Contou com as atuações de Mel Lisboa, Zezeh Barbosa, Alessandra Colassanti, Carla Marins e Bete Dorgan nos papeis principais.

## Enredo
A série teve 13 mulheres, uma para cada episódio, contando suas maldades contra a filha, o marido, a amiga da época do colégio, o amigo do trabalho, o idoso debilitado, a colega do time de vôlei, entre outras vítimas. A Série mostra que os homens podem ser mais canalhas em quantidade, mas que as mulheres sabem ser com muito mais qualidade. Elas vieram ao mundo para se divertir e fazer todas as maldades que a maioria não tem coragem de fazer.

### 1ª Temporada
Cada história se inicia no salão de Madeleine, frequentado pela protagonista de cada episódio. O salão é de propriedade de Marilyn (Zezeh Barbosa), que também estrela um dos episódios. Casada, quatro vezes, Marilyn está solteira há três anos. Em função disso, vive de mau humor, descontando suas frustrações em Vidal (Pierre Santos), o cabeleireiro chefe do salão. No primeiro episódio, Amélia (Mônica Martelli), uma produtora de elenco quarentona se envolve com Gustavo (Luan Brum), um adolescente, namorado de sua filha Verinha (Olívia Torres). Nos episódios seguintes teremos Carolina (Alessandra Colassanti), jovem que não suporta criança. Ao se tornar mãe de primeira viagem, ela inventa sofrer de depressão pós-parto; Larissa (Julia Bernat), jovem publicitária que adora provocar e manipular os homens poderosos; Gisleine (Sílvia Lourenço), evangélica e gananciosa que trabalha como acompanhante de um idoso (Agildo Ribeiro), a quem ela explora; Ângela (Suzana Ribeiro), dona de casa que inveja a vida da família do irmão do marido, ela sonha em ser rica sem precisar trabalhar; Ingrid (Priscila Assum), uma aspirante a atriz que sonha com o sucesso, fazendo uso de sua sexualidade; Ednéia (Mônica Barroso), adolescente de família humilde, jogadora de vôlei, que sonha em se tornar atleta profissional; Mariana (Mel Lisboa), arquiteta, sincera, vingativa e rancorosa, ela planeja conquistar o marido (Ricardo Duque) da amiga do colégio (Carina Porto) de quem guardou ressentimentos; Isabela (Laura Prado), adolescente gordinha e meio tímida que inveja a madrasta (Dedina  Bernadelli)  e sente ciúmes do pai (Theo Werneck); Irmã Angélica (Julia Dalavia/Carla Marins), professora no colégio Nossa Senhora de Lourdes que pratica bullying com seus alunos; Roberta (Luiza Mariani), diretora de marketing, homossexual que não suporta piadas machistas e de sapatão ou as atitudes do chefe fanfarrão; Dolores (Bete Dorgam), radiologista que não suporta o ronco do marido (Stepan Nercessian), o que a leva a pensar em uma forma de se livrar dele.

### 2ª temporada
Dentre as canalhas desta nova temporada estão Margô (Alessandra Maestrini), uma enfermeira metódica, rigorosa, eficiente e bastante invejosa; Cleo (Guida Viana), a vidente talentosa que foi abandonada no altar anos atrás, e nunca se recuperou; Rose (Rita Elmor), uma boa terapeuta, com uma agenda cheia de paciente que ela genuinamente tenta ajudar e talvez até atrapalhar; Samantha (Silvia Buarque), a ciumenta separada, que não consegue deixar o seu ex-marido (Gonçalo Diniz) viver em paz; Laura (Isabella Santoni), a filha que não hesita em correr atrás do que quer para não perder a atenção exclusiva da mãe (Malu Valle); Soraya (Joana Fomm), a melhor amiga da vida toda, que vai se vingar quando descobre que a amiga (Stella Miranda) era a amante de seu recém falecido marido.
Completam o time das "canalhas", Celina (Marilia Gabriela), a mãe dedicada que vive para o seu filho (Pedro Nercessian) e faz de tudo para acabar com seu romance com uma mulher mais velha (Virgínia Cavendish); Eliana (Branca Messina), a aeromoça tradicional que mesmo apaixonada pelo marido, pode ter um amante; Natália (Lavínia Vlasak), a recém-separada que resolve abandonar o marido (Antônio Fragoso) para ficar com o amante, mas não aceita que o ex se dê bem; Gilda (Daniele Winits), uma poderosa transexual que agora mulher e linda vai se vingar do bullying sofrido do colégio; Rafaela (Clara Maria), que tem sua privacidade jogada na internet por um garoto (Rafael Canedo) com quem viveu uma noite íntima; Luciene (Maria Gladys), a babá de confiança que é demitida e jura vingança e Julia (Priscila Fantin), a secretaria ambiciosa que perde uma promoção e vai dar a volta por cima.

## Episódios

### Primeira Temporada (2013)
1. Amélia (06/05/2013)
2. Carolina (13/05/2013)
3. Larissa (20/05/2013)
4. Gisleine (27/05/2013)
5. Ingrid (03/06/2013)
6. Ângela (10/06/2013)
7. Edneia (17/06/2013)
8. Roberta (24/06/2013)
9. Angélica (01/07/2013)
10. Isabela (08/07/2013)
11. Mariana (15/07/2013)
12. Dolores (22/07/2013)
13. Marilyn (29/07/2013)

### Segunda Temporada (2014)
1. Margô, A Enfermeira (07/04/2014)
2. Eliana, A Aeromoça Tradicional (14/04/2014)
3. Cleo, A Vidente Talentosa (21/04/2014)
4. Laura, A Filha Fiel (28/04/2014)
5. Celina, A Mãe Dedicada (05/05/2014)
6. Natália, A Recém Separada (12/05/2014)
7. Soraya, A Melhor Amiga Da Vida Toda (19/05/2014)
8. Samanta, A Ciumenta (26/05/2014)
9. Júlia, A Secretária Ambiciosa (02/06/2014)
10. Rafaela, A Virtual (09/06/2014)
11. Luciene, A Babá De Confiança (16/06/2014)
12. Rose, A Terapeuta Exemplar (23/06/2014)
13. Gilda, A Poderosa (30/06/2014)

### Terceira Temporada (2015)
1. Julieta (03/03/2015)
2. Gracinha (10/03/2015)
3. Sônia (17/03/2015)
4. Marta (24/03/2015)
5. Danielle (31/03/2015)
6. Karen (07/04/2015)
7. Amanda (14/04/2015)
8. Arlete (21/04/2015)
9. Lilian (28/04/2015)
10. Esther (05/05/2015)
11. Tatiana (12/05/2015)
12. Fátima (19/05/2015)
13. Maria da Silva (26/05/2015)

## Elenco

### Primeira Temporada (2013)
| Ator                  | Papel/Episódio       | Ref    |
| --------------------- | -------------------- | ------ |
| Mônica Martelli       | Amélia               | [ 4 ]  |
| Alessandra Colassanti | Carolina             | [ 5 ]  |
| Julia Bernat          | Larissa              | [ 6 ]  |
| Silvia Lourenço       | Gisleine             | [ 7 ]  |
| Priscila Assum        | Ingrid Lugon Reis    | [ 8 ]  |
| Susana Ribeiro        | Ângela Viana         | [ 9 ]  |
| Mônica Barroso        | Edneia César         | [ 10 ] |
| Luiza Mariani         | Roberta Brandão      | [ 11 ] |
| Carla Marins          | Tereza/Irmã Angélica | [ 12 ] |
| Laura Prado           | Isabela              | [ 13 ] |
| Mel Lisboa            | Mariana              | [ 14 ] |
| Bete Dorgam           | Dolores              | [ 15 ] |
| Zezeh Barbosa         | Marilyn              | [ 16 ] |

Elenco Convidado
| Ator                | Papel                          | Episódio | Ref |
| ------------------- | ------------------------------ | -------- | --- |
| Elke Maravilha'     | Cacala                         |          |     |
| Pierre Santos       | Vidal                          |          |     |
| Mariana Bassoul     | Emilene                        |          |     |
| Luan Brum           | Gustavo                        | Amélia   |     |
| Olívia Torres       | Verinha                        | Amélia   |     |
| Isabella Dionísio   | Tite                           | Amélia   |     |
| Paulo Tiefenthaler  | Luiz Fernando Amaral           | Larissa  |     |
| Ana Paula Bouzas    | Eliana                         | Larissa  |     |
| Carlos Vieira       | Júlio                          | Larissa  |     |
| Cândido Damm        | Julio                          | Gislaine |     |
| Agildo Ribeiro      | Seu Agenor                     | Gislaine |     |
| Jhama               | Donaldo                        | Gislaine |     |
| Ivone Hoffman       | Matilde                        | Gislaine |     |
| Ana Kutner          | Débora                         | Ingrid   |     |
| João Velho          | Guto                           | Ingrid   |     |
| Giselle Batista     | Natália                        | Ingrid   |     |
| Jayme Periard       | Márcio Antunes                 | Ingrid   |     |
| Felipe Rocha        | Alexandre Ricco                | Ingrid   |     |
| Guida Vianna        | mãe da Ingrid                  | Ingrid   |     |
| Bruce Gomlevsky     | Geraldo Viana                  | Ângela   |     |
| Cristina Flores     | Meg                            | Ângela   |     |
| Júlia Luz           | Clara                          | Ângela   |     |
| Leonardo Netto      | Jandir Viana                   | Ângela   |     |
| Luisa Henriques     | Julinha                        | Ângela   |     |
| Raíssa Venâncio     | Kátia Jacqueline               | Ednéia   |     |
| Isabel Salgado      | ela mesma                      | Ednéia   |     |
| David Junior        | Gílson                         | Ednéia   |     |
| Christian Villegas  | Gustavo                        | Ednéia   |     |
| Simone Soares       | Laura                          | Roberta  |     |
| Karine Teles        | Maria Clara                    | Roberta  |     |
| Valentina Seabra    | Rosa                           | Roberta  |     |
| Priscilla Rozembaum | Lucy                           | Roberta  |     |
| Camilo Bevilacqua   | Mauro                          | Roberta  |     |
| Paulo Carvalho      | Túlio                          | Roberta  |     |
| Alexandre Mofatti   | Jorge                          | Roberta  |     |
| Julia Dalavia       | Tereza/Irmã Angélica (jovem)   | Angélica |     |
| Cristina Pereira    | Irmã Kátia                     | Angélica |     |
| Raul Labancca       | Alberto Bezerra de Araújo      | Angélica |     |
| Eduardo Melo        | Thiago Bezerra de Araújo       | Angélica |     |
| Adriana Quadros     | Heloiza Bezerra de Araújo      | Angélica |     |
| Ana Clara Pintor    | Sílvia                         | Angélica |     |
| Theo Werneck        | Bernardo                       | Isabela  |     |
| Dedina Bernadelli   | Verônica                       | Isabela  |     |
| Mariana Xavier      | Mercedes                       | Isabela  |     |
| Carina Porto        | Gabriela Macedo de Alcântara   | Mariana  |     |
| Ricardo Duque       | Leonardo Abreu de Novaes       | Mariana  |     |
| Stepan Nercessian   | Ruy                            | Dolores  |     |
| Bruno Autran        | Júlio                          | Dolores  |     |
| Carol Portes        | Bruna                          | Dolores  |     |
| Jonathan Haagensen  | Liedson (Raimundo Borges)      | Marilyn  |     |
| Diana Bouth         | Liège                          | Marilyn  |     |
| Edson Cardoso       | Omar                           | Marilyn  |     |
| Patrícia Elizardo   | Joana de Castro Pompilio Alves | Marilyn  |     |
| Marcos França       | Petit                          | Marilyn  |     |

### Segunda Temporada (2014)
| Ator                 | Papel           | Episódio                            |
| -------------------- | --------------- | ----------------------------------- |
| Alessandra Maestrini | Margô Dantas    | Margô, A Enfermeira                 |
| Branca Messina       | Eliana          | Eliana, A Aeromoça Tradicional      |
| Guida Vianna         | Cléo            | Cléo, A Vidente Talentosa           |
| Isabella Santoni     | Laura           | Laura, A Filha Fiel                 |
| Marília Gabriela     | Celina          | Celina, A Mãe Dedicada              |
| Lavínia Vlasak       | Natália         | Natália, A Recém Separada           |
| Joana Fomm           | Soraya          | Soraya, A Melhor Amiga Da Vida Toda |
| Silvia Buarque       | Samantha        | Samantha, A Ciumenta                |
| Priscila Fantin      | Júlia           | Júlia, A Secretária Ambiciosa       |
| Clara Maria          | Rafaela         | Rafaela, A Virtual                  |
| Maria Gladys         | Luciene Pereira | Luciene, A Babá De Confiança        |
| Rita Elmôr           | Rose            | Rose, A Terapeuta Exemplar          |
| Danielle Winits      | Gilda           | Gilda, A Poderosa                   |

Elenco Convidado
| Ator                  | Papel                      | Episódio                              |
| --------------------- | -------------------------- | ------------------------------------- |
| Aline Fanju           | Gabriela Dias              | "Margô, A Enfermeira"                 |
| Dhu Moraes            | Sônia                      | "Margô, A Enfermeira"                 |
| Luca de Castro        | Dr. Vicente Almeida        | "Margô, A Enfermeira"                 |
| Luiz Lobo             | Dr. Alexandre Soares Leite | "Margô, A Enfermeira"                 |
| Liuba Frankenthal     | Eulália                    | "Margô, A Enfermeira"                 |
| Gilberto Marmosch     | Oliveira                   | "Margô, A Enfermeira"                 |
| Rainer Cadete         | Caio                       | "Eliana, A Aeromoça Tradicional"      |
| Aisha Jambo           | Sílvia                     | "Eliana, A Aeromoça Tradicional"      |
| Cássio Reis           | Raul                       | "Eliana, A Aeromoça Tradicional       |
| Alex Teix             | Antônio Almeida            | "Eliana, A Aeromoça Tradicional"      |
| Ronaldo Gontijo       | Dr. Jorge                  | "Eliana, A Aeromoça Tradicional"      |
| Márcia Cabrita        | Flávia Souza Ferreira Dias | "Cléo, A Vidente Talentosa"           |
| Kadu Moliterno        | Paulo Roberto              | "Cléo, A Vidente Talentosa"           |
| Ada Chaseliov         | Maria do Carmo             | "Cléo, A Vidente Talentosa"           |
| Malu Valle            | Ethel                      | "Laura, A Filha Fiel"                 |
| Sérgio Marone         | Sid                        | "Laura, A Filha Fiel"                 |
| Cristina Amadeo       | Irene                      | "Laura, A Filha Fiel"                 |
| Rafael Queiroz        | Gus                        | "Laura, A Filha Fiel"                 |
| Laura Lobo            | Isa                        | "Laura, A Filha Fiel"                 |
| Pedro Nercessian      | Lucas                      | "Celina, A Mãe Dedicada"              |
| Virginia Cavendish    | Sandra                     | "Celina, A Mãe Dedicada               |
| Sérgio Stern          | Dr. Lauro                  | "Celina, A Mãe Dedicada"              |
| Antônio Fragoso       | Albertinho                 | "Natalia, A Recém-Separada"           |
| Fabrício Boliveira    | Miguel                     | "Natalia, A Recém-Separada"           |
| Tammy Di Calafiori    | Lu                         | "Natália, A Recém Separada"           |
| Lucas Afonso          | Bruno                      | "Natália, A Recém Separada"           |
| Stella Miranda        | Inês                       | "Soraya, A Melhor Amiga Da Vida Toda" |
| Paulo César Pereio    | Jorge                      | "Soraya, A Melhor Amiga Da Vida Toda" |
| Archimede             | Alcides                    | "Soraya, A Melhor Amiga Da Vida Toda" |
| Hugo Grativol         | Jorginho                   | "Soraya, A Melhor Amiga Da Vida Toda" |
| Gonçalo Diniz         | Eduardo                    | "Samanta, A Ciumenta"                 |
| Fernanda Rodrigues    | Ludmilla                   | "Samanta, A Ciumenta"                 |
| Françoise Forton      | Bárbara Mendonça           | "Júlia, A Secretária Ambiciosa"       |
| Paulo Giardini        | Paschoal                   | "Júlia, A Secretária Ambiciosa"       |
| Marco Bravo           | Eugênio                    | "Júlia, A Secretária Ambiciosa"       |
| Requejo Jr.           | Thales                     | "Júlia, A Secretária Ambiciosa"       |
| Rafael Canedo         | Felipe Lopes               | "Rafaela, A Virtual"                  |
| Maria Mariana Azevedo | Ju                         | "Rafaela, A Virtual"                  |
| André Falcão          | Carlos Lopes               | "Rafaela, A Virtual"                  |
| Bruno Jablonski       | Rodrigo                    | "Rafaela, A Virtual"                  |
| Leandro Granville     | Paulão                     | "Rafaela, A Virtual"                  |
| Giovanna de Toni      | Helena                     | "Rafaela, A Virtual"                  |
| Yashar Zambuzzi       | Cláudio                    | "Rafaela, A Virtual                   |
| Adam Lee              | Pedro                      | "Rafaela, A Virtual"                  |
| Débora Olivieri       | Dona Tânia                 | "Luciene, A Babá De Confiança"        |
| Raquel Bonfante       | Bia                        | "Luciene, A Babá De Confiança"        |
| Rodrigo Candelot      | Antônio                    | "Luciene, A Babá De Confiança"        |
| Hilton Castro         | Edson                      | "Luciene, A Babá De Confiança"        |
| Carol Fazu            | Daniela                    | "Luciene, A Babá De Confiança"        |
| Júlio Levy            | Carmo Neves                | "Luciene, A Babá De Confiança"        |
| Rômulo Marinho Jr.    | Irandir Justo              | "Luciene, A Babá De Confiança"        |
| Sheila Matos          | Ney                        | "Luciene, A Babá De Confiança"        |
| Erick Vesch           | Marcelinho                 | "Luciene, A Babá De Confiança"        |
| Alice Assef           | Beatriz                    | "Rose, A Terapeuta Exemplar"          |
| Eriberto Leão         | Guto                       | "Rose, A Terapeuta Exemplar"          |
| Victor Lamoglia       | Ricardo Gomes (jovem)      | "Gilda, A Poderosa"                   |
| Augusto Madeira       | Ricardo Gomes              | "Gilda, A Poderosa"                   |
| William Vita          | Wilson                     | "Gilda, A Poderosa"                   |
| Rafael Chequer        | Wilson (jovem)             | "Gilda, A Poderosa"                   |
| Alex Felippe          | Gil                        | "Gilda, A Poderosa"                   |
| Cláudia Paivas        | Tânia                      | "Gilda, A Poderosa"                   |
| Carol Portes          | Berenice                   | "Gilda, A Poderosa"                   |
| Danielle Robles       | Berenice (jovem)           | "Gilda, A Poderosa"                   |

### Terceira Temporada (2015)
| Ator              | Papel/Episódio |
| ----------------- | -------------- |
| Débora Falabella  | Julieta        |
| Letícia Lima      | Gracinha       |
| Roberta Rodrigues | Sônia          |
| Paloma Bernardi   | Marta          |
| Thaila Ayala      | Danielle       |
| Juliana Lohmann   | Karen          |
| Helena Ranaldi    | Amanda         |
| Mônica Torres     | Arlete         |
| Viviane Pasmanter | Lílian         |
| Camila Amado      | Esther         |
| Juliana Didone    | Tatiana        |
| Júlia Rabello     | Fátima         |
| Bel Kutner        | Maria da Silva |

Elenco Convidado
| Ator                | Papel                         | Episódio         |
| ------------------- | ----------------------------- | ---------------- |
| Anselmo Vasconcelos | Magalhães (dono do circo)     | "Julieta"        |
| Cadu Fávero         | Valdir                        | "Julieta"        |
| Vanessa Bueno       | Iara                          | "Julieta"        |
| Alexandre Mofatti   | Detetive Braga                | "Julieta"        |
| Luiz Carlos Gomes   | Vinicius                      | "Julieta         |
| Cristina Lago       | Julinha                       | "Gracinha"       |
| Charles Paraventi   | Armando                       | "Gracinha"       |
| Fábio Lago          | Paulão (namorado de Gracinha) | "Gracinha"       |
| Castrinho           | Dr. Romar                     | "Gracinha"       |
| Iziane Mascarenhas  | Marinéia                      | "Gracinha"       |
| Raquel Rocha        | Ivana                         | "Gracinha"       |
| Cláudia Mauro       | Angélica Sales                | "Sônia"          |
| Cláudio Mendes      | Marques                       | "Sônia"          |
| Luiz Nicolau        | Aderbal Sales                 | "Sônia"          |
| Duda Monteiro       | Tarso                         | "Sônia"          |
| Duda Ribeiro        | Elias                         | "Sônia"          |
| Giselle Itié        | Kheyla                        | "Marta"          |
| Fabiana Karla       | Carolina                      | "Danielle"       |
| Luana Schneider     | Daisy                         | "Danielle"       |
| Hugo Bonemer        | Pedro Hemrique (PH)           | "Karen"          |
| Alexandra Publins   | Marli                         | "Karen"          |
| Dieter Fuhrich      | Rafael                        | "Karen"          |
| Simone Soares       | Isabelí                       | "Karen"          |
| Thiago Amaral       | Caio                          | "Karen"          |
| Valentina Bandeira  | Vivi                          | "Karen"          |
| Lucas Mendes        | João Otacílio Júnior (Ota)    | "Amanda"         |
| Vinícius Manne      | João Otacílio                 | "Amanda"         |
| Marcella Muniz      | Dirce                         | "Amanda"         |
| Johnny Ferro        | André                         | "Amanda"         |
| Giovana Echeverria  | Júlia                         | "Amanda"         |
| Luís Carlos Miele   | Mr. Fragoso                   | "Arlete"         |
| Flávio Pardal       | Fragosinho                    | "Arlete"         |
| Alethea Novaes      | Jandira                       | "Arlete"         |
| Alvaro Diniz        | Antônio                       | "Arlete"         |
| Eduardo Cravo       | João                          | "Arlete"         |
| Ignacio Aldunate    | Beto                          | "Arlete"         |
| Oscar Magrini       | Hélio                         | "Lílian"         |
| Henrique Pires      | Maciel                        | "Lílian"         |
| Charles Myara       | André                         | "Lílian"         |
| Manoel Gomes        | Miltinho                      | "Lílian"         |
| Marília Medina      | Lúcia                         | "Lílian"         |
| Bia Montez          | Norma                         | "Esther"         |
| Marcos Frota        | Macedinho                     | "Esther"         |
| Claire Digon        | Rosália                       | "Esther"         |
| Maria Angélica      | Mirtes                        | "Esther"         |
| André Silveira      | Gomes                         | "Esther"         |
| Ângelo Rodrigues    | Fábio                         | "Tatiana"        |
| Michelle Batista    | Andréia                       | "Tatiana"        |
| Caio Paduan         | Roberto                       | "Tatiana"        |
| Rodrigo Andrade     | Felipe                        | "Tatiana"        |
| Patrícia Batitucci  | Júlia                         | "Tatiana"        |
| Carmen Verônica     | Dora                          | "Fátima"         |
| Pia Manfroni        | Amélia                        | "Fátima"         |
| Marcello Gonçalves  | Celinho                       | "Fátima"         |
| Paulo Carvalho      | Noronha                       | "Fátima"         |
| Hilton Castro       | Nélio                         | "Fátima"         |
| Juliana Martins     | Diana                         | "Maria da Silva" |
| Anderson Müller     | José Carlos (Zeca)            | "Maria da Silva" |
| Ana Paula Lima      | Andreia                       | "Maria da Silva" |
| Anja Bittencourt    | Dalva                         | "Maria da Silva" |
| Christian Monassa   | Paulo                         | "Maria da Silva" |
| Jaime Lebovitch     | Dr. Mário Jorge               | "Maria da Silva" |
| Juliana Guimaães    | Janete                        | "Maria da Silva" |
| Cico Caseira        | mendigo                       | "Maria da Silva  |